# Серая салангана
Серая салангана (лат. Aerodramus vanikorensis) — вид птиц из семейства стрижиных.

## Распространение
Ареал простирается от Филиппин до Уоллесии, Новой Гвинеи и Меланезии. Регистрируются редкие залёты в Австралию.

## Описание
Длина около 13 см, размах крыльев около 27 см. Вес около 11 г. Окрас от тёмно-серого до коричневого.

## Биология
Питаются летающими насекомыми, особенно муравьями. Гнездятся в пещерах, используя эхолокацию, что является редкостью среди птиц. Могут вить гнёзда и в тоннелях, созданных человеком.

## Подвиды
Выделяют 12 подвидов данного вида. Подвиды Aerodramus vanikorensis amelis и A. v. inquietus некоторые специалисты считают отдельными видами.